# Archipel de Bréhat
Pour les articles homonymes, voir Bréhat (homonymie).
L'archipel de Bréhat est situé dans la Manche, sur les côtes nord de la Bretagne, en Côtes-d'Armor, non loin de Paimpol et à proximité immédiate de Ploubazlanec. Hors l'île Maudez rattachée à la commune de Lanmodez, il constitue la commune d'Île-de-Bréhat, et comprend, outre l'île de Bréhat proprement dite (en fait deux îles, celle du nord et celle du sud, séparées par un très étroit chenal et reliées par un passage nommé le Pont-Vauban), les îles suivantes :
- Île Ar-Morbic
- Île Béniguet
- Île Grouezen
- Île Lavrec
- Île Logodec
- Île Maudez
- Île Raguenès
- Raguénès Meur
- Île Verte

Il est composé, de plus, de nombreux autres îlots, comme : Quistillic, Séhérès, la Chèvre, le Bouc, Roc'h Losquet, les Trois Îles, les Agneaux, les Tusques.